# Bougy-lez-Neuville
Bougy-lez-Neuville è un comune francese di 183 abitanti situato nel dipartimento del Loiret nella regione del Centro-Valle della Loira.

## Società

### Evoluzione demografica
Abitanti censiti